# Ferrette
Ferrette  (tiếng Đức: Pfirt) là một xã thuộc tỉnh Haut-Rhin trong vùng Grand Est, đồng bắc Pháp. Xã này có diện tích 1,94kilômét vuông, dân số năm 1999 là 1084 người. Khu vực này có độ cao trung bình 550 mét trên mực nước biển.
Thị trấn nằm gần biên giới với Thuỵ Sĩ. Ở đây có lâu đài Ferrette.